# Alebrijes de Oaxaca
Los Alebrijes de Oaxaca Fútbol Club es un equipo de fútbol profesional que participa en la Liga de Expansión MX. Fundado el 20 de julio de 2013 en Oaxaca de Juárez. El club disputa sus partidos como local en el Estadio Tecnológico de Oaxaca.

## Historia

### Antecedentes
Entre los años 2006 y 2010 existió un primer equipo denominado Alebrijes de Oaxaca, el cual compitió en la Segunda División de México, sin embargo, este club únicamente compartió el nombre con la institución actual.

### Nacimiento del equipo
Los orígenes del club se encuentran en el Proyecto Tecamachalco, franquicia futbolística que se dio a conocer en el medio por su compromiso con la formación profesional en el fútbol. El Proyecto Tecamachalco se fundó en el año 2000, como una escuela de fútbol capaz de generar atletas profesionales. La nueva escuela empezó con fuerzas básicas, obtuvo una franquicia en quinta división y más adelante, una en segunda. El subcampeonato de la temporada 2011-2012, propició el escalamiento del equipo a la Liga de Ascenso de México.
(antes Primera División 'A').
Si bien el lugar en la Liga de Ascenso de México estaba garantizado, faltaba una sede para el equipo, que otorgara las facilidades y apoyos para mantener un equipo en la división de plata. Finalmente surgió la oportunidad de jugar en Oaxaca y la directiva decidió que ahí estaba el hogar del equipo. Ya estaba el equipo y ya estaba su casa, pero faltaba un nombre. Después de una consulta popular llevada a cabo en redes sociales y de la ayuda del doctor Julio César Santaella González, el nuevo equipo adquirió su identidad: Alebrijes de Oaxaca.
El 10 de diciembre de 2012, Decio de María, presidente en ese momento de la Federación Mexicana de Fútbol, anunció oficialmente que los Alebrijes de Oaxaca jugarían en la Liga de Ascenso de México la temporada 2013-14.

### Liga de Ascenso
Apertura 2013
Alebrijes de Oaxaca hizo su debut oficial el sábado 20 de julio de 2013 en la jornada 1 frente a Atlético de San Luis en el Estadio Benito Juárez de la capital oaxaqueña en un empate a 2 goles, el primer gol de Alebrijes fue marcado por Jesús Moreno al minuto 10, posteriormente marcaria el 2-0 Gustavo Adrián Ramírez al 23', San Luis igualó el marcador al 36' con anotación de Néstor Olguín al minuto 31 y en el segundo tiempo Alejandro Castillo anotó el del empate al 86'. 
El equipo resultó la sorpresa del torneo, consiguiendo mantenerse invicto durante 7 jornadas. El buen paso y la regularidad mantenida en el torneo les permite asegurar el liderato general, tras vencer 2-1 a Cruz Azul Hidalgo, y con ello asegurar el pase automático a la fase de semifinales.
En la llave de semifinales, los Alebrijes enfrentaron a los Leones Negros de la U. de G., en un par de partidos bastante cerrados y en donde la suerte no le sonrió a la oncena oaxaqueña, perdiendo el partido de ida 1-0 y empatando el partido de vuelta 2-2.
El jugador paraguayo Gustavo Adrián Ramírez, fue uno de los jugadores más destacados del equipo, quien se coronó Campeón de Goleo Individual.
Clausura 2014
El primer reto del equipo, fue buscar un reemplazo para Gustavo Adrián Ramírez, quien, debido a que su carta le pertenece al Grupo Pachuca, fue transferido a su filial, Estudiantes Tecos. Al final del torneo el equipo concluyó en la quinta posición.
El primer rival en la liguilla fueron los Leones Negros de la U. de G. a los cuales derrota con marcador global de 3-2, consiguiendo el pase a semifinales por segundo torneo consecutivo.
Es eliminado en semifinales por los Correcaminos de la U.A.T. debido al doble valor de los goles de visitante, pues el marcador global fue de empate a 2.

### Copa MX
Apertura 2013
El equipo logró el liderato absoluto, tanto en su Grupo como general, llegando a Semifinales, donde perdieron ante los rojinegros del Atlas en penales, en un partido donde pesó la experiencia del equipo militante de la primera división.
Clausura 2014
Al igual que el torneo de copa anterior, se consigue una excelente participación en el torneo, concluyendo líder de su grupo. La fase final se caracterizó por el dramatismo, en cuartos de final derrota al Quéretaro, equipo de la Primera División de México, con marcador 2-1, Raymundo Torres al '57 y Dani Santoya al '66, ponían en ventaja a los oaxaqueños, sin embargo al '78 Ricardo Da Silva acerca a los Gallos Blancos, y a partir de ese momento, el portero Sergio Arias se convierte en factor para alcanzar por segundo torneo consecutivo las semifinales.
En la semifinal se enfrentaron al Pachuca, en el duelo más emotivo hasta ese momento de la historia del equipo. Édgar Andrade al '1 y '5 ponían adelante al equipo hidalguense, incluso al minuto 16 pudieron anotar un tercer tanto, el equipo lucía bastante desconcertado, parecía inminente la goleada, sin embargo, al minuto 24, Jesús Moreno acerca a los Alebrijes, al '35 Raymundo Torres consigue el empate al cobrar de manera excelente un penal y la remontada se concreta al '90 cuando Dani Santoya consigue el tercer gol que puso al equipo en su primera final.
Tigres de la U.A.N.L. y Alebrijes de Oaxaca disputaron la final de la Copa MX en el Estadio Universitario el miércoles 9 de abril a las 21:00 horas, en un duelo que parecía ser David vs Goliath, debido a la distancia entre ambos planteles.
Los Tigres de la U.A.N.L. llega como el mejor equipo del torneo, con paso perfecto en su casa, y como gran favorito para llevarse el título, sin embargo, los Alebrijes de Oaxaca había demostrado que era capaz de consumar sorpresas.
El equipo de Oaxaca sumó 16 puntos en el Grupo 3, con cuatro victorias, un empate y una derrota, en las cuales anotaron 10 goles y recibieron tres. Superaron a equipos de la Primera División como el Veracruz y el Chiapas, mientras que en las eliminatorias dejaron fuera al Querétaro y al Pachuca.
Por su parte, los del “Tuca” sumaron 17 unidades con cuatro victorias y dos empates, así como 20 goles a favor y sólo dos en contra. En cuartos de final y semifinales no tuvieron piedad al golear 6-0 y 3-0 respectivamente al Atlante y al Veracruz.
Los Tigres de la U.A.N.L. se proclamaron campeones de la Copa MX, tras aprovechar su condición de local ante los Alebrijes de Oaxaca para derrotarlo 3-0 en la final disputada en el Estadio Universitario.
Los goles del encuentro fueron conseguidos por el brasileño Anselmo Júnior Vendrechovski, a los 36 minutos de penal; Alan Pulido, a los 67, y Lucas Lobos, a los 83.
El cuadro oaxaqueño se adueñó de las acciones desde los primeros minutos y generó la primera de peligro cuando Fernando Madrigal conectó con la cabeza en el área de los felinos, pero la pelota pasó por un lado de la portería defendida por Sergio Matute García.
Los de la U.A.N.L trataron de reaccionar, pero poco pudo hacer hacia el frente, mientras los Alebrijes siguieron en el mismo son, lanzado al ataque en busca de abrir el marcador y hasta los 29 los locales inquietaron al contrincante, con un tiro desde fuera del área de Emanuel Herrera, pero el esférico se fue por un costado.
Los de Nuevo León no encontraban por donde hacer daño al rival, pero Braulio Godínez cometió falta dentro del área a Juninho y el árbitro Jorge Isaac Rojas marcó penal, que cobró el mismo brasileño y así llegó el 1-0 a los 36 minutos.
Los pupilos del técnico Ricardo Rayas no perdieron el orden y siguieron en busca de anotar, pero todo quedó en el esfuerzo y se fueron al descanso con la desventaja.
En la parte complementaria, los de casa tuvieron una oportunidad cuando Danilo Verón “Danilinho” llegó por derecha y desde ahí disparó, pero el portero tuvo una buena intervención.
Los “felinos” a poco lucieron más peligrosos que el rival y a los 66 minutos el delantero Alan Pulido puso el 2-0, luego que aprovechó un rechace del portero Arias tras un disparo de Damián Álvarez, para empujar la pelota al fondo de la cabaña del contrincante.
Posterior a ello, el rival lució desangelado, mientras el anfitrión terminó por imponer condiciones y el argentino Lucas Lobos logró el 3-0 a los 83 minutos a través de un tiro libre y así se selló la victoria de los de casa, con lo cual se convirtieron en el nuevo campeón de la Copa MX.
Copa Guelaguetza 2016(primera edición)
Se jugó el 9 y 11 de julio. Los equipos invitados son el Querétaro, Tampico-Madero y el Club Liga Alajualense de Costa Rica.

### Apertura 2017
Primer Título
El club logra su primer título en el torneo Apertura 2017 después de calificar a la liguilla en el puesto número 5 de la tabla general, para la serie de cuartos de final enfrenta al Club Atlético Zacatepec al cual venció con un marcador global de 3 - 1, en semifinales deja en el camino al Celaya Fútbol Club. Con un marcador golbal de 2 - 2 pero con gol de visita favorable para los de Oaxaca, para así llegar a la final del torneo y enfrentar al Fútbol Club Juárez la cual terminó en empate 2 - 2 , por lo tanto se tuvo que definir en serie de penales con un marcador de 4 - 2.
| 23 |  | Bandera de México    | Edgar Hernández   |
| 2  |  | Bandera de México    | Daniel Cervantes  |
| 4  |  | Bandera de Argentina | Rodrigo Noya      |
| 6  |  | Bandera de México    | Orlando Pineda    |
| 14 |  | Bandera de México    | Rolando González  |
| 31 |  | Bandera de México    | José Medina       |
| 8  |  | Bandera de México    | Renato Román      |
| 11 |  | Bandera de México    | Gael Acosta       |
| 21 |  | Bandera de México    | Taufic Guarch     |
| 25 |  | Bandera de México    | José Tehuitzil    |
| 9  |  | Bandera de México    | Luis Madrigal     |
|    |  |                      |                   |
| 1  |  | Bandera de México    | Gerson Marín      |
| 3  |  | Bandera de Colombia  | David Álvarez     |
| 27 |  | Bandera de México    | Armando Escobar   |
| 7  |  | Bandera de México    | Raymundo Torres   |
| 10 |  | Bandera de México    | Francisco Rivera  |
| 12 |  | Bandera de México    | Juan Carlos López |
| 24 |  | Bandera de México    | Sergio Rodríguez  |
|    |  |                      |                   |
| 30 |  | Bandera de México    | Isaác Robles      |
| 22 |  | Bandera de Brasil    | Joao Farinello    |
| 16 |  | Bandera de México    | Edgar Huerta      |
| 17 |  | Bandera de México    | Fernando Vázquez  |
| 18 |  | Bandera de México    | Javier Estrada    |
| 19 |  | Bandera de México    | Ángel Bautista    |
| 15 |  | Bandera de México    | Ricardo Monreal   |
| 20 |  | Bandera de México    | Fernando Cortés   |
| 26 |  | Bandera de México    | Diego Castellanos |
| 28 |  | Bandera de México    | Martín Zúñiga     |
|    |  |                      |                   |
| DT |  | Bandera de México    | Irving Rubirosa   |

### Nueva franquicia
Al finalizar el Torneo Clausura 2019 la directiva del equipo comenzó a negociar el traslado de la franquicia perteneciente a Alebrijes hacia otras plazas, argumentando como razones del cambio la baja asistencia de aficionados y la falta de apoyo gubernamental al proyecto, finalmente, el 28 de mayo de 2019 se anunció que la franquicia perteneciente a Grupo Tecamachalco fue "congelada" por sus propietarios con el objetivo de buscar su reestructuración y una nueva sede, al fracasar las negociaciones para trasladar al club a otra ciudad.
El mismo 28 de mayo se anunció la continuidad del club Alebrijes de Oaxaca, sin embargo, el equipo ahora es administrado por el empresario Víctor Sánchez, quien contaba con la franquicia Zacatepec Siglo XXI, que se encontraba congelada en al Ascenso MX. La nueva directiva mantuvo el nombre y escudo del club, además de los colores utilizados desde la fundación del equipo. En su primer torneo bajo la nueva gestión, el equipo logró finalizar como líder general de la competencia, posteriormente, en la liguilla por el campeonato, los Alebrijes conquistaron su segundo título tras derrotar al Club Atlético Zacatepec en la final, con un marcador global de 5-3.
El 26 de agosto de 2022 el club firmó un convenio de colaboración con la Universidad Autónoma Benito Juárez de Oaxaca y se integró en las estructuras deportivas de la casa de estudios oaxaqueña, esto con el objetivo de asegurar la continuidad del club en la ciudad y tener acceso a las instalaciones deportivas de la UABJO para la realización de los entrenamientos del equipo, en un principio y como parte del acuerdo el club pasaría a llamarse Alebrijes de Oaxaca UABJO, sin embargo, finalmente este nombre fue adoptado por el segundo equipo del club, mientras que la primera escuadra de los Alebrijes mantuvo la identidad original.

## Estadio

### Estadio Benito Juárez

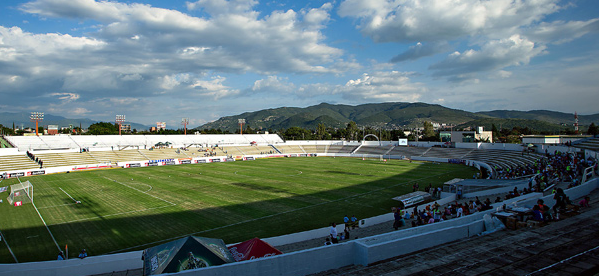
Estadio Benito Juárez.

El Estadio Benito Juárez fue un recinto multi-usos que estaba ubicado en la ciudad de Oaxaca de Juárez, México. Tuvo una capacidad de 12,500 personas en eventos deportivos y 20,000 en conciertos y eventos masivos, se localizaba en el área denominada "El Chamizal". Fue utilizado en su mayoría para partidos de fútbol, conciertos y fue el estadio local del equipo de los Alebrijes de Oaxaca desde su fundación hasta el 2016.
El estadio fue construido en la década de 1980 como la sede del Club de Fútbol Chapulineros de Oaxaca, durante la celebración de temporada 1992-93 Segunda División 'B'. Así, el estadio fue ocupado después de la segunda mitad de la temporada 1987-88 y 1993-94 una vez que el equipo ascendiera a la categoría de "Segunda División". Más tarde, el estadio sirvió cinco años como sede para el torneo iniciado en 1994 como La Liga "A" recién lanzada a segunda división. La inauguración oficial se produjo con un partido entre los Chapulineros en diciembre de 1987 contra los Pioneros de Cancún.
Fue demolido en febrero de 2016, para construir en esta área el Centro Cultural y de Convenciones de Oaxaca.

### Estadio Tecnológico de Oaxaca

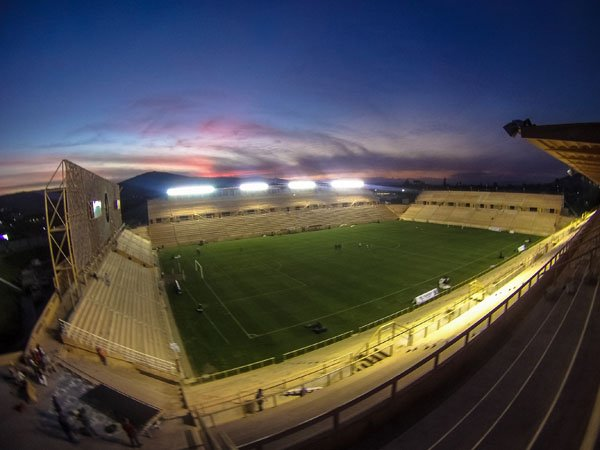
Estadio Tecnológico de Oaxaca.

El Estadio Tecnológico de Oaxaca es la actual sede del equipo desde 2016. Construido en tiempo récord, esta instalación se ubica en el espacio deportivo del Instituto Tecnológico de Oaxaca y cuenta con una capacidad de 16,200 espectadores. Fue inaugurado el 27 de marzo de 2016 en un partido amistoso en el que enfrentaron al Club Universidad Nacional, que terminó 1-1. El primer gol en este estadio fue anotado por el delantero de los “Pumas”, Matías Britos, mientras que el primer gol anotado por parte de los Alebrijes fue por Alberto Ramírez.
El estadio además cuenta una unidad deportiva en el cual se encuentra una campo de fútbol con pasto sintético, con gradas con capacidad de 500 espectadores, también un campo de béisbol con gradas, una alberca semi olímpica, tres canchas de básquetbol, un campo de pelota mixteca, pista de atletismo, etc.

## Uniformes
- Uniforme local: Camiseta negra con un patrón de inspiración tradicional en distintos colores, pantalón negro y medias negras
- Uniforme visitante: Camiseta naranja con un patrón de colores inspirado en diseños tradicionales y detalles florales, pantalón y medias naranjas.
- Uniforme alternativo: Camiseta morada con detalles naranjas, pantalón blanco y medias azules.

| Primer Uniforme | Segundo Uniforme | Tercer Uniforme |

### Uniformes Anteriores
| 2020-2021       | 2020-2021        | 2020-2021       | 2020-2021 | 2020-2021 | 2020-2021 | 2020-2021 | 2020-2021 | 2020-2021 | 2020-2021 | 2020-2021 | 2020-2021 |
| --------------- | ---------------- | --------------- | --------- | --------- | --------- | --------- | --------- | --------- | --------- | --------- | --------- |
| Primer Uniforme | Segundo Uniforme | Tercer Uniforme |           |           |           |           |           |           |           |           |           |
| 2019-2020       |                  |                 |           |           |           |           |           |           |           |           |           |
| Primer Uniforme | Segundo Uniforme | Tercer Uniforme |           |           |           |           |           |           |           |           |           |
| 2018-2019       |                  |                 |           |           |           |           |           |           |           |           |           |
| Primer Uniforme | Segundo Uniforme | Tercer Uniforme |           |           |           |           |           |           |           |           |           |
| 2017-2018       |                  |                 |           |           |           |           |           |           |           |           |           |
| Primer Uniforme | Segundo Uniforme | Tercer Uniforme |           |           |           |           |           |           |           |           |           |
| 2016-2017       |                  |                 |           |           |           |           |           |           |           |           |           |
| Primer Uniforme | Segundo Uniforme | Tercer Uniforme |           |           |           |           |           |           |           |           |           |
| 2015-2016       |                  |                 |           |           |           |           |           |           |           |           |           |
| Primer Uniforme | Segundo Uniforme | Tercer Uniforme |           |           |           |           |           |           |           |           |           |
| 2014-2015       |                  |                 |           |           |           |           |           |           |           |           |           |
| Primer Uniforme | Segundo Uniforme | Tercer Uniforme |           |           |           |           |           |           |           |           |           |
| 2013-2014       |                  |                 |           |           |           |           |           |           |           |           |           |
| Primer Uniforme | Segundo Uniforme | Tercer Uniforme |           |           |           |           |           |           |           |           |           |

### Indumentaria
| Periodo         | Proveedor        |
| --------------- | ---------------- |
| 2013 - 2017     | Lotto            |
| 2017 - 2019     | Keuka            |
| 2019 - 2023     | Silver Sport     |
| 2023 - 2025     | Svedda           |
| 2025 - Presente | Romed Sportswear |

## Jugadores

### Altas y bajas: Apertura 2025
| Altas             | Altas         | Altas                  | Altas    |
| Jugador           | Posición      | Procedencia            | Tipo     |
| ----------------- | ------------- | ---------------------- | -------- |
| Oscar González    | Portero       | Inter Playa del Carmen | Traspaso |
| Kristian Álvarez  | Defensa       | Atlético La Paz        | Libre    |
| Ethan López       | Defensa       | Deportivo Toluca F.C.  | ?        |
| Sebastián Caicedo | Mediocampista | Atlético Aragón        | Traspaso |
| Efrén Mendoza     | Mediocampista | Montañeses F.C.        | Traspaso |
| Diego Pineda      | Delantero     | Venados F.C.           | Traspaso |
| Julio Cruz        | Delantero     | Brunei DPMM FC         | Libre    |

| Bajas               | Bajas     | Bajas                | Bajas           |
| Jugador             | Posición  | Destino              | Tipo            |
| ------------------- | --------- | -------------------- | --------------- |
| Carlos Hinestroza   | Defensa   | Tigres de Álica F.C. | Fin de préstamo |
| Jonathan Levin      | Defensa   | Venados F.C.         | Traspaso        |
| Miguel Riestra      | Defensa   | Santiago F.C.        | Fin de préstamo |
| Orlando Ballesteros | Delantero | Tepatitlán F.C.      | Traspaso        |

## Entrenadores
| Director técnico | País          | Periodo | Liga(1) | Liga(1) | Liga(1) | Liga(1) | Copas nacionales(2) | Copas nacionales(2) | Copas nacionales(2) | Copas nacionales(2) | Copas internacionales | Copas internacionales | Copas internacionales | Copas internacionales | Total | Total | Total | Total |
| Director técnico | País          | Periodo | PD      | PG      | PE      | PP      | PD                  | PG                  | PE                  | PP                  | PD                    | PG                    | PE                    | PP                    | PD    | PG    | PE    | PP    |
| --- | ------------- | ------- | ------- | ------- | ------- | ------- | ------------------- | ------------------- | ------------------- | ------------------- | --------------------- | --------------------- | --------------------- | --------------------- | ----- | ----- | ----- | ----- |
| Ricardo Rayas |               |         |         |         |         |         |                     |                     |                     |                     |                       |                       |                       |                       |       |       |       |       |
| México | A2013 - A2015 | 67      | 28      | 20      | 19      | 35      | 18                  | 8                   | 9                   | -                   | -                     | -                     | -                     | 102                   | 46    | 28    | 28    |       |
| Marco Antonio Trejo |               |         |         |         |         |         |                     |                     |                     |                     |                       |                       |                       |                       |       |       |       |       |
| México | A2015         | 6       | 3       | 0       | 3       | -       | -                   | -                   | -                   | -                   | -                     | -                     | -                     | 33                    | 11    | 11    | 11    |       |
| Flavio Davino |               |         |         |         |         |         |                     |                     |                     |                     |                       |                       |                       |                       |       |       |       |       |
| México | C2016         | 15      | 5       | 6       | 4       | 6       | 2                   | 2                   | 2                   | -                   | -                     | -                     | -                     | 21                    | 7     | 8     | 6     |       |
| Mario García |               |         |         |         |         |         |                     |                     |                     |                     |                       |                       |                       |                       |       |       |       |       |
| México | A2016         | 19      | 8       | 5       | 6       | 6       | 1                   | 3                   | 2                   | -                   | -                     | -                     | -                     | 25                    | 9     | 8     | 8     |       |
| Irving Rubirosa |               |         |         |         |         |         |                     |                     |                     |                     |                       |                       |                       |                       |       |       |       |       |
| México | C2017 - C2018 | 60      | 27      | 16      | 18      | 13      | 2                   | 5                   | 6                   | -                   | -                     | -                     | -                     | 73                    | 29    | 21    | 24    |       |
| Ricardo Rayas |               |         |         |         |         |         |                     |                     |                     |                     |                       |                       |                       |                       |       |       |       |       |
| México | A2018         | 16      | 6       | 6       | 4       | 4       | 0                   | 2                   | 2                   | -                   | -                     | -                     | -                     | 20                    | 6     | 8     | 6     |       |
| Álex Diego |               |         |         |         |         |         |                     |                     |                     |                     |                       |                       |                       |                       |       |       |       |       |
| México | C2019         | 12      | 4       | 4       | 4       | 5       | 2                   | 2                   | 1                   | -                   | -                     | -                     | -                     | 17                    | 6     | 6     | 5     |       |
| Juan Manuel Rivera |               |         |         |         |         |         |                     |                     |                     |                     |                       |                       |                       |                       |       |       |       |       |
| México | C2019         | 3       | 2       | 0       | 1       | -       | -                   | -                   | -                   | -                   | -                     | -                     | -                     | 3                     | 2     | 0     | 1     |       |
| Alejandro Pérez Macías |               |         |         |         |         |         |                     |                     |                     |                     |                       |                       |                       |                       |       |       |       |       |
| México | A2019 - C2020 | 25      | 10      | 8       | 7       | 4       | 0                   | 1                   | 3                   | -                   | -                     | -                     | -                     | 29                    | 10    | 9     | 10    |       |
| Óscar Torres |               |         |         |         |         |         |                     |                     |                     |                     |                       |                       |                       |                       |       |       |       |       |
| México | G2020 - A2021 | 37      | 8       | 12      | 17      | -       | -                   | -                   | -                   | -                   | -                     | -                     | -                     | 37                    | 8     | 12    | 17    |       |
| Jorge Manrique |               |         |         |         |         |         |                     |                     |                     |                     |                       |                       |                       |                       |       |       |       |       |
| México | A2021 - C2023 | 59      | 21      | 20      | 18      | -       | -                   | -                   | -                   | -                   | -                     | -                     | -                     | 59                    | 21    | 20    | 18    |       |
| Carlos Gutiérrez Barriga |               |         |         |         |         |         |                     |                     |                     |                     |                       |                       |                       |                       |       |       |       |       |
| México | A2023 - A2024 | 40      | 10      | 12      | 18      | -       | -                   | -                   | -                   | -                   | -                     | -                     | -                     | 40                    | 10    | 12    | 18    |       |
| Arturo Alvarado |               |         |         |         |         |         |                     |                     |                     |                     |                       |                       |                       |                       |       |       |       |       |
| México | C2025 - Act.  | 14      | 1       | 2       | 11      | -       | -                   | -                   | -                   | -                   | -                     | -                     | -                     | 14                    | 1     | 2     | 11    |       |
| PD = Partidos Disputados; PG = Partidos Ganados; PE = Partidos Empatados; PP = Partidos Perdidos (1) Incluye datos de la fase regular y partidos de fase final. (2) Incluye datos de la Copa MX. |               |         |         |         |         |         |                     |                     |                     |                     |                       |                       |                       |                       |       |       |       |       |

## Palmarés

### Torneos oficiales
| Competición nacional     | Títulos                       | Subcampeonatos |
| ------------------------ | ----------------------------- | -------------- |
| Copa MX (0/1)            |                               | Clausura 2014. |
| Ascenso MX (2/0)         | Apertura 2017, Apertura 2019. |                |
| Campeón de Ascenso (0/1) |                               | 2017-18.       |

## Numeralia
- El 20 de julio de 2013 jugó su primer partido oficial en el Ascenso MX, y en casa, empatando a 2 tantos contra el Atlético San Luis.

- El 19 de octubre de 2013 registra su mayor goleada como local, venciendo en casa al Altamira con marcador favorable 5-1, en partido correspondiente a la jornada 11 del apertura 2013.

- El 24 de septiembre de 2013 registra su mayor goleada de vista, venciendo a Lobos B.U. A. P. con marcador favorable 5-1, partido correspondiente a la fase de grupos de la Copa MX.

- En el apertura 2013 se mantiene invicto durante 7 jornadas, hasta caer ante Correcaminos de la UAT en la jornada 8, con marcador de 3-1.

- Gustavo Adrián Ramírez, campeón de goleo del Apertura 2013, con 11 anotaciones.

- Mejor posición en la liga de Ascenso MX: 1.º (Apertura 2013) y (Apertura 2019).

- Mejor posición en la Copa MX: 1.º (Apertura 2013).

- Mejor resultado en la liga de Ascenso MX: Campeón (Apertura 2017 y Apertura 2019).

- Mejor resultado en la Copa MX: Subcampeón (Clausura 2014).

## Temporadas
| Temporada                  | División            | Posición               | Copa      |
| -------------------------- | ------------------- | ---------------------- | --------- |
| Apertura 2013              | 2.Ascenso MX        | 3°. (Semifinal)        | Semifinal |
| Clausura 2014              | 2.Ascenso MX        | 5°. (Semifinal)        | Final     |
| Apertura 2014              | 2.Ascenso MX        | 10°.                   | Grupos    |
| Clausura 2015              | 2.Ascenso MX        | 7°. (Cuartos)          | Grupos    |
| Apertura 2015              | 2.Ascenso MX        | 3°. (Cuartos)          | Cuartos   |
| Clausura 2016              | 2.Ascenso MX        | 8°.                    | Grupos    |
| Apertura 2016              | 2.Ascenso MX        | 8°. (Cuartos)          | Cuartos   |
| Clausura 2017              | 2.Ascenso MX        | 3°. (Cuartos)          | Grupos    |
| Apertura 2017              | 2.Ascenso MX        | 5°. (Campeón)          | Grupos    |
| Clausura 2018              | 2.Ascenso MX        | 5°. (Semifinal)        | Octavos   |
| Apertura 2018              | 2.Ascenso MX        | 6°. (Cuartos)          | Grupos    |
| Clausura 2019              | 2.Ascenso MX        | 7°. (Cuartos)          | Octavos   |
| Apertura 2019              | 2.Ascenso MX        | 1°. (Campeón)          | Grupos    |
| Clausura 2020              | 2.Ascenso MX        | 10°.                   | Grupos    |
| Guard1anes 2020            | 2.Liga Expansión MX | 15°.                   | -         |
| Guard1anes Clausura 2021   | 2.Liga Expansión MX | 11°. (Reclasificación) | -         |
| Grita México Apertura 2021 | 2.Liga Expansión MX | 15°.                   | -         |
| Grita México Clausura 2022 | 2.Liga Expansión MX | 1°. (Cuartos)          | -         |
| Apertura 2022              | 2.Liga Expansión MX | 11°. (Reclasificación) | -         |
| Clausura 2023              | 2.Liga Expansión MX | 10°. (Reclasificación) | -         |
| Apertura 2023              | 2.Liga Expansión MX | 13°.                   | -         |
| Clausura 2024              | 2.Liga Expansión MX | 9°. (Play-In)          | -         |
| Apertura 2024              | 2.Liga Expansión MX | 15°.                   | -         |
| Clausura 2025              | 2.Liga Expansión MX | 15°.                   | -         |

## Datos del club
- Torneos 1. Liga MX: 0
- Torneos 2. Ascenso MX: 13
- Torneos 1. Segunda División: 1
- Participaciones en Copa MX: 13
- Campeones de Goleo:

 Gustavo Adrián Ramírez (Apertura 2013, 11 goles)
 Luis Madrigal (Apertura 2017, 12 goles)
 Julio Cruz (Guardianes Clausura 2021, 10 goles)

## Filial
Alebrijes "B"
| Temporada     | División           | Posición       |
| ------------- | ------------------ | -------------- |
| Apertura 2013 | 4.Segunda Serie B  | 12°. Grupo I   |
| Clausura 2014 | 4.Segunda Serie B  | 11°. Grupo I   |
| Apertura 2014 | 4.Segunda Serie B  | 12°. Grupo I   |
| Clausura 2015 | 4.Segunda Serie B  | 12°. Grupo I   |
| 2015/2016     | 5.Tercera División | 2°. Grupo IV   |
| 2016/2017     | 5.Tercera División | 5°. Grupo IV   |
| 2017/2018     | 5.Tercera División | 3°. Grupo V    |
| 2018/2019     | 5.Tercera División | 3°. Grupo III  |
| 2019/2020     | 5.Tercera División | 6°. Grupo III  |
| 2020/2021     | 5.Tercera División | 5°. Grupo III  |
| Apertura 2021 | 4.Segunda Serie B  | 2°.            |
| Clausura 2022 | 4.Segunda Serie B  | 2°.            |
| Apertura 2022 | 4.Segunda Serie B  | 2°. (Final)    |
| Clausura 2023 | 4.Segunda Serie B  | 4°. (Campeón ) |